# Йосафат бен Саул
Йосафат бен Саул ( іврит : יהושפט בן שאול ) був сином Саула бен Анана та онуком Анана бен Давида. На початку ІХ століття він жив в Іраку. Йосафат був насі і реш-галутою зароджуваного караїмського руху юдаїзму. Він батько Боаз-бен-Йосафата.